# 尼安薩原康修爾猿
尼安薩原康修爾猿（Proconsul nyanzae），又名原康修爾猿尼安薩種，是由路易士·利基（Louis Leakey）於1942年在魯辛加島上發現的靈長目化石物種。他與高斯克拉（Wilfrid Le Gros Clark）一同命名這化石為尼安薩原康修爾猿。於1965年，埃爾溫·西蒙斯（Elwyn Simons）及大衛·皮爾比姆（David Pilbeam）將牠編入森林古猿屬中，並緣用同一個種小名。
同年，路易士將幾個從魯辛加島發現的7個化石命名為非洲肯尼亞古猿，並認為是威克肯尼亞古猿及人類的祖先，估計屬於2000萬年前的中新世中期。於1969年，西蒙斯及皮爾比姆將非洲肯尼亞古猿編入尼安薩森林古猿中。到了1978年，尼安薩森林古猿及非洲西瓦古猿均被重置入原康修爾猿屬中。
於1999年的新發現，及重新分類下，非洲肯尼亞古猿再次分開出來，並組成了新的非洲赤道古猿，並於非洲古猿同屬非洲古猿亞科。原康修爾猿及肯尼亞古猿未必與猿及人類是屬同一分支，但有可能較赤道古猿更為古老。

## 形態
尼安薩原康修爾猿的上下顎齒式都是2:1:2:3。牠的上前臼齒很大，臼齒相對有較厚的琺瑯質。牠的下頜骨較粗大。牠約重30公斤。

## 分佈
尼安薩原康修爾猿生活在非洲大陸，而從發現化石的地方推斷，牠們生活在乾旱的林地。

## 外部連結
- The History Files: Hominid Chronology （页面存档备份，存于）
- http://members.tripod.com/cacajao/equatorius_africanus.html （页面存档备份，存于）
- Proconsulidae, Mikko's Phylogeny archive
- Proconsul nyanzae, classification in the Taxonomicon site
- Torso morphology and locomotion in Proconsul nyanzae, abstract of article by CV Ward in Am J Phys Anthropol. 1993 Nov;92(3):291-328, shown on pubmed.gov
- Partial skeleton of Proconsul nyanzae from Mfangano Island, Kenya Archive.today的存檔，存档日期2011-08-13, abstract of article by CV Ward in American Journal of Physical Anthropology, Volume 90, Issue 1 , Pages 77 – 111, shown on Wiley Interscience site.